# 王元均
王元均（おう げんきん、ワン・ユワンチュン、1996年3月14日 - ）は台湾の囲碁棋士。台北市出身、台湾棋院所属、林聖賢七段門下、九段。棋王戦2連覇、天元戦4連覇、国手山脈杯国際囲棋戦個人戦準優勝など。

## 経歴
2007年に鈺徳杯十段戦予選を勝ち抜いて本戦出場して中国囲棋会九品（初段）となり、また同年台湾棋院の入段試験により初段となる。2009年二段、海峰杯でベスト4進出、思源杯プロ囲棋戦で準優勝し、以後3期連続で準優勝。2010年三段、張栩杯G13十三路囲棋戦で陳詩淵を破り優勝、碁聖戦準優勝。
2011年第1回スポーツアコードワールドマインドゲームズに台湾代表として出場、2勝3敗でチームは4位となる。2012年五段、中環杯囲棋オープン戦でベスト4、海峰杯、王座戦で準優勝、応昌期杯世界プロ囲碁選手権戦に出場し1回戦で檀嘯に敗れる。2013年海峰杯決勝で蕭正浩に2-1で優勝、勝数規定で六段に昇段、棋王戦で陳詩淵に挑戦して4-1でタイトル獲得し、これにより七段昇段、十段戦優勝。2014年東鋼杯戦優勝、おかげ杯国際新鋭対抗戦で男子団体戦に台湾代表として出場し3位決定戦の主将戦で日本の一力遼に勝って3位となる。2015年天元戦で蕭正浩を破ってタイトル獲得、以後4連覇。2016年応昌期杯世界プロ囲碁選手権戦ベスト16。同年八段。2017年12月-2018年2月に、コンピュータ囲碁ソフトCGIと戊戌梅竹人机大戦三番勝負を行い、0-3で敗れる。
2019年国手山脈杯国際囲棋戦個人戦準優勝、これにより九段昇段。
2014年から中国囲棋リーグ丙級、乙級に、台湾チームで出場。

### タイトル歴
- 台北市中正杯囲棋オープン戦 2012、2014年
- 棋王戦 2013-14、2016、2019年
- 十段戦 2013、2017年
- 海峰杯プロ囲棋戦 2013年
- 東鋼杯プロ囲棋戦 2014年
- 天元戦 2015-18、2020-21年
- 中環碁聖戦 2016年
- 国手戦 2018年
- UMC聯電杯快棋争覇戦 2020年
- 聯電杯プロ囲棋戦 2021年

### 他の棋歴
国際棋戦
- スポーツアコードワールドマインドゲームズ 2011年男子団体戦4位（ 2-3（×李映九、×朴文尭、×小県真樹））、2013年男子団体戦3位、男女ペア戦準優勝（黒嘉嘉とペア）
- 国際新鋭囲碁対抗戦 2009年 0-3（×姜儒澤、×柁嘉熹、×瀬戸大樹）
- 千灯杯海峡両岸都市囲棋対抗戦 2013年 0-2（×劉曦、×羋昱廷）
- 金立智能手机杯海峡両岸囲棋冠軍争覇戦
  - 2014年 4位（×柁嘉熹、×羋昱廷、×唐韋星）
  - 2015年 3位（×古力、×柯潔、○唐韋星）
- おかげ杯国際新鋭対抗戦
  - 2014年 3位（○一力遼、×羅玄、×柯潔、○一力遼）
  - 2017年 4位
  - 2018年 4位（×范蘊若、○許家元、×申眞諝、○一力遼）
  - 2019年 4位
- 国手山脈杯国際囲棋戦
  - 2016年男子団体戦 1-1（×陳耀燁、○余正麒）
  - 2017年男子団体戦 3位（×李欽誠、○本木克弥）
  - 2018年個人戦 準優勝
- IMSAエリートマインドゲームズ・世界マスターズ選手権戦 2017年男子団体戦3位、2019年男子団体戦4位、男女ペア戦3位（黒嘉嘉とペア）

国内棋戦
- 思源杯プロ囲棋戦 準優勝 2009、2011-12年
- 碁聖戦 準優勝 2010、2013年
- 王座戦 準優勝 2012年
- 海峰杯プロ囲棋戦 準優勝 2012、2015、2017年、2019年
- 国手戦 挑戦者 2014年
- 碁聖戦 準優勝 2015年
- 聯電杯プロ囲棋戦 準優勝 2020年
- 名人冠軍戦 準優勝 2021年
- 中国囲棋リーグ
  - 2014年丙級（台湾中環）5-2
  - 2015年乙級（台湾中環）1-6
  - 2016年丙級（台湾中環）5-2
  - 2022年丙級（環旭電子宝島）4-3

## 注
1. ↑  「人机大战盘点：绝艺胜率超AlphaGo 深禅最勤劳」2018.4.23